# Calycolpus revolutus
Calycolpus revolutus là một loài thực vật có hoa trong Họ Đào kim nương. Loài này được (Schauer) O.Berg mô tả khoa học đầu tiên năm 1856.